# فرد کلارک (بازیکن فوتبال)
فرد کلارک (انگلیسی: Fred Clarke؛ زادهٔ ۴ نوامبر ۱۹۴۱) فوتبالیست اهل بریتانیا است.
از باشگاه‌هایی که در آن بازی کرده‌است می‌توان به باشگاه فوتبال آرسنال اشاره کرد.
وی همچنین در تیم ملی فوتبال زیر ۲۳ سال ایرلند شمالی بازی کرده‌است.